# Technics

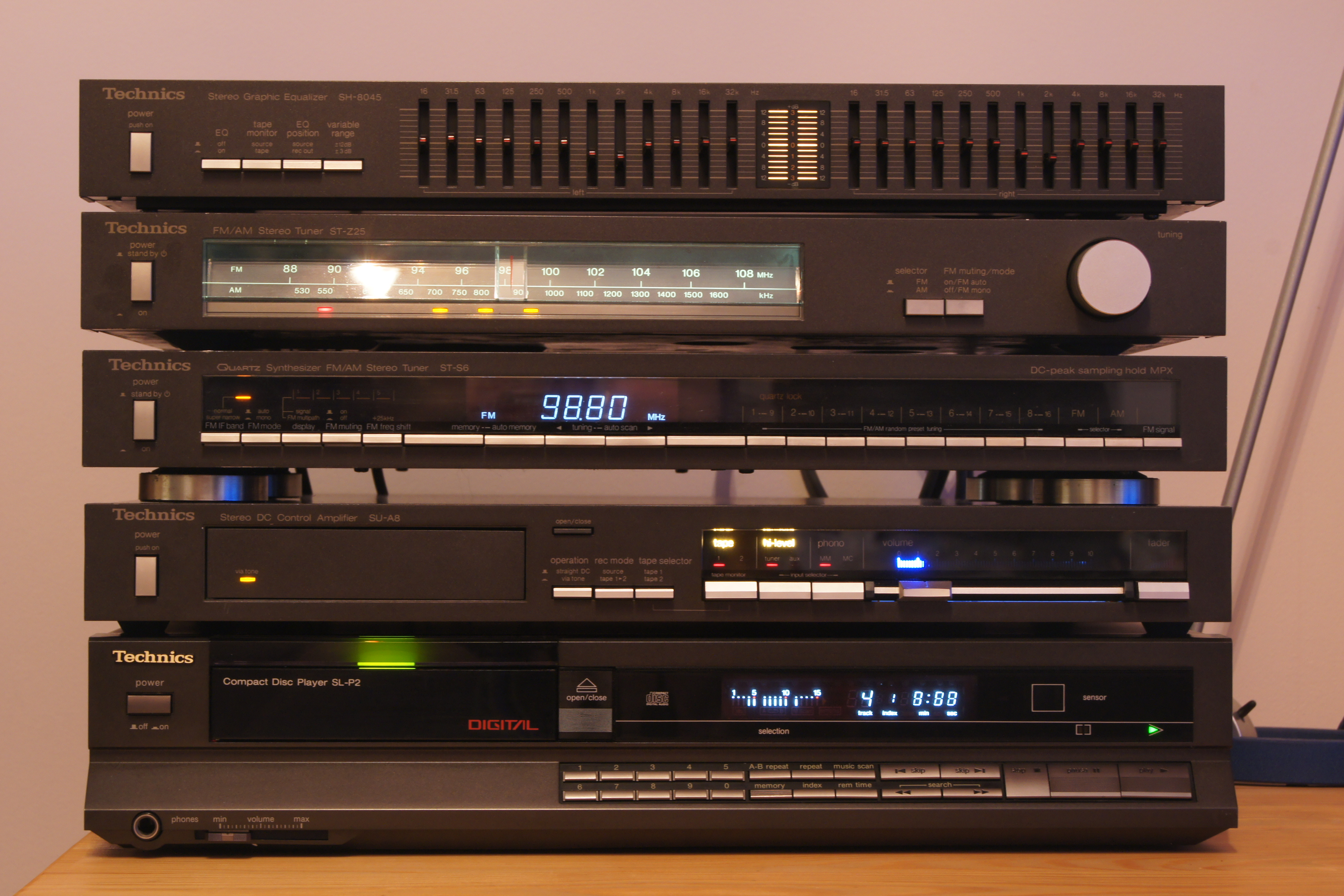
Wieża Technics z lat 80.

Technics – japońska marka, należąca do Panasonic Corporation, jednego z największych na świecie producentów elektroniki użytkowej. Pod marką Technics, przez wiele lat produkowane były komponenty audio do użytku domowego.
We wrześniu 2014 roku korporacja Panasonic zapowiedziała odbudowanie marki. Wraz z nowym sloganem reklamowym "Rediscover Music" zostało zaprezentowane 7 nowych produktów klasy premium, w tym cyfrowe wzmacniacze, kolumny głośnikowe czy cyfrowy odtwarzacz sieciowy. Firma obiecuje dbałość o najwyższy poziom reprodukcji dźwięku.

## Historia
Marka została wprowadzona w roku 1965 przez Matsushita Electric Industrial Co., Ltd., ówczesny odpowiednik dzisiejszej Panasonic Corporation. Zdobyła uznanie głównie dzięki serii gramofonów z napędem bezpośrednim. W roku 1969 pod marką Technics zaprezentowano SP-10, pierwszy na świecie gramofon z napędem bezpośrednim dla zastosowań profesjonalnych i niedługo później, w 1971, model SL-1100 (dla użytku domowego). Parę lat później SL-1200 MK2, następca SL-1200, stał się najchętniej używanym gramofonem przez ówczesnych DJ-ów.
3 września 2014 roku została uruchomiona nowa polskojęzyczna strona internetowa marki Technics z zapowiedziami nowych produktów.